# Reunión de Estudiantes de Ingenierías Técnicas y Superiores en Informática
La Reunión de Estudiantes de Ingenierías Técnicas y Superiores en Informática, también conocido como RITSI, congrega a los estudiantes que cursan estudios de ingenierías en informática, siendo la sectorial de ingenierías que más estudiantes representa de toda España.

## Historia
RITSI comienza su actividad en su primera Asamblea, celebrada en Valencia del 27 al 29 de noviembre de 1992. En este primer encuentro, coordinado por Luis Francisco Cabeza y Luis Manuel Moreno, representantes de estudiantes de varias universidades españolas tratan temas de interés para los estudiantes de Informática, como la situación de la representación estudiantil de estudios técnicos, organizada mediante la CRET, así como las diferentes tareas necesarias para la organización interna de la Asociación.
En posteriores asambleas comienzan a crearse grupos de trabajo dentro de la asociación para trabajar en temas como las reformas de los planes de estudios o el establecimiento de unos estatutos para la Asociación. Finalmente, en 1994, la Asociación cuenta con su primera Junta Directiva, encabezada por Luis Cabeza, representante de la Universidad de Castilla-La Mancha en la Asamblea celebrada en Albacete.
Progresivamente RITSI comienza a contactar con entidades del sector como la CODDII, ALI o ATI. En 1998, RITSI es reconocida por el Ministerio del Interior como Federación. En la asamblea celebrada en noviembre de ese mismo año, la Asociación elige su primer logotipo.
En la Asamblea celebrada en Córdoba en primavera de 2001 se acuerda la disolución de la Federación RITSI con el objetivo de constituir la Asociación RITSI en su lugar. Dicho proceso finaliza en 2002, con el reconocimiento del Ministerio del Interior.

### Movilizaciones de 2008
Con el objetivo de conseguir la regulación de la profesión, en 2008 se desarrollan una serie de movilizaciones dentro del colectivo de Informáticos, en las que RITSI es miembro. Entre ellas figura la huelga del 19 de noviembre. Con objeto de organizar estas acciones, se convoca una Asamblea Extraordinaria en diciembre de 2008, en la que se redacta un manifiesto que es leído en la manifestación celebrada en Madrid el día 18 de ese mes.

## Objetivos
Los objetivos de RITSI son:
- Representar, en el ámbito estatal y a todos los niveles, a los estudiantes del ámbito de la Ingeniería Informática.
- Defender sus derechos e intereses, así como a las titulaciones de Ingeniería

Informática.
- Ser elemento interlocutor válido  entre los estudiantes y otras organizaciones del sector, como la CODDII (Conferencia de Directores y Decanos de Ingeniería Informática), el Colegio General de Colegios Profesionales de Ingeniería en Informática, etc., así como servir de foro de discusión entre todos los colectivos universitarios de informática.
- Contribuir a la actualización de los sistemas docentes existentes así como sus contenidos.
- Promover y colaborar en las actividades de difusión, conocimiento y aplicación de las Nuevas Tecnologías.
- Búsqueda de la equiparación de las profesiones de Ingeniero/a en Informática e

Ingeniero/a Técnico en Informática con el resto de las ingenierías. 
- Coordinar a las Delegaciones o Consejos (Socios) que forman parte de RITSI.
- Dar formación a los representantes de sus socios.
- Organizar, a iniciativa propia y de sus socios, actividades divulgativas sobre

Informática dirigidas a estudiantes.
- Servir de foro de discusión entre todos los colectivos universitarios de Ingeniería

Informática y contribuir a la actualización de los sistemas docentes existentes.

## Funcionamiento
La asociación funciona mediante asambleas semestrales y comisiones de trabajo interasamblearias.
A las asambleas pueden asistir las asociaciones, consejos o delegaciones de estudiantes que representen a los títulos oficiales en el ámbito de la Ingeniería Informática y la Ingeniería Técnica Informática, según el acuerdo del Consejo de Universidades en sesión del 1 de junio de 2009, publicadas en la resolución 12977 de 8 de junio de 2009, de la Secretaría General de Universidades publicada en el BOE de 4 de agosto.
El objetivo de las Asambleas y las comisiones de trabajo es ofrecer una opinión trabajada y consensuada sobre los problemas de las titulaciones de Ingenierías en Informática: planes de estudio, futuro profesional, patentes de software, competencias profesionales, proceso de construcción del Espacio Europeo de Educación Superior, entre otros, son algunos de los temas tratados en estas reuniones.
Si bien la estructura interna de RITSI ha variado de forma significativa durante su trayectoria, en general siempre ha contado con una jerarquía muy similar. Existe una Junta Directiva que encarna el poder ejecutivo entre Asambleas y una serie de comisiones de trabajo en las que delega parte del trabajo, a fin de optimizar la distribución de todas las tareas. La coordinación de todas las delegaciones y consejos que conforman la asociación se consigue mediante el establecimiento de un coordinador para cada zona geográfica. Actualmente se cuenta con la siguiente estructura organizativa:

### Junta Directiva
Se encarga de dirigir la asociación y velar por el correcto funcionamiento de la misma. Esta se elige cada año mediante votación entre los socios que forman la asamblea .
Está formada por cinco cargos unipersonales:
- Presidencia

Máximo dirigente y representante de la asociación, y preside la asamblea general de la misma.
- Vicepresidencia

Asiste a la Presidencia en todo aquello que sea necesario. Además, vela por el funcionamiento de la asociación, por ejemplo, coordinando las distintas Comisiones de Trabajo de la asociación.
- Secretaría

Es responsable de la gestión y custodia de los documentos de la asociación es su responsabilidad. Actúa de fedatario de esta misma y, además, debe asistir a las asambleas generales, y realizar el acta de estas.
- Tesorería

Es responsable del control y la gestión económica de la asociación, de la elaboración de sus presupuestos, y de la realización de informes periódicos de la ejecución del mismo y del estado de las cuentas.
- Vocalía

Desempeña todas aquellas tareas específicas encomendadas por la asamblea general y por la propia Junta Directiva, como por ejemplo la coordinación de los/las Coordinadores/as de Zona.

### Comisiones de Trabajo
- Comisión de Actividades

Es la encargada de planificar y promover distintos eventos, concursos, proyectos y actividades de RITSI. Con el fin de favorecer la difusión de sus eventos, tanto a los socios y sus miembros como a todos los estudiantes de Ingeniería Informática a los que representa, dando así a conocer la Asociación desde las bases de los estudiantes hasta el mundo laboral.
Organiza eventos y actividades para difundir los valores de RITSI entre los socios y estudiantes de Ingeniería Informática representados, orientados tanto a nivel estudiantil como hacia el mundo laboral.
- Comisión de Calidad y Apoyo

Vela por el correcto desarrollo de cada proceso, evento y trabajo de la asociación, mediante un continuo seguimiento a través de encuestas y otras herramientas, para asegurar el cumplimiento de las metas propuestas.
- Comisión de Comunicación y Prensa

Difunde toda la información que la Asociación quiere transmitir dentro y fuera de esta, mediante la redacción de notas de prensa, preparación del contenido de la web y redes sociales, y creación de material para atraer a nuevos socios. Abarcando la parte de marketing de RITSI, esta Comisión vela por el mantenimiento de la buena imagen y el cumplimiento del Manual de Identidad Corporativa. Además, se encarga de la actualización de este manual ya que, tener una identidad corporativa, hace la Asociación más atractiva, conocida y reconocida para los agentes externos a esta.
Desde esta, se da a conocer la información de la asociación mediante contenido web y redes sociales. Aunque también busca mantener la buena imagen y cumplir el Manual de Identidad Corporativa, para crear una asociación atractiva y reconocida por agentes externos.
- Comisión de Estudios y Profesión

Se encarga de profundizar y analizar los aspectos relacionados con las titulaciones de grado y máster en Ingeniería Informática y titulaciones afines, así como el marco legal y la normativa que rodea a su profesión. El fin es ofrecer a la Asociación una visión objetiva y realista en estos aspectos, además de poder llevar a cabo la defensa de todo ello.
Analiza todo lo relacionado con las titulaciones de grado y máster en ingeniería informática y afines, como el marco legal o la normativa, para ofrecer una visión objetiva y realista de estos aspectos para poder llevar a cabo su defensa.
- Comisión de Gestión y Organización de Eventos Externos

Esta comisión trabaja junto al Comité Organizador en velar por la organización de los congresos. De esta forma se pretende quitar carga a nivel comunicativo y organizativo al Comité Organizador que, sin dejar de formar parte de las decisiones totales respecto al congreso, podrá dedicarse a la reserva de salas y espacios, dejando a la comisión los patrocinios, la difusión y otras tareas. Esta comisión también se encarga de organizar los foros de empleo de la asociación.
Vela por la correcta organización de los congresos, encargándose de los patrocinios, la difusión y otras tareas, para quitar carga de trabajo al comité organizador, tomando decisiones conjuntas.
- Comisión de Infraestructuras y Comunicaciones

Su objetivo es el mantenimiento y actualización de toda la infraestructura informática de la Asociación, con el fin de asegurar un buen funcionamiento de todos los sistemas disponibles, tanto internos como externos. Así mismo, la Comisión es encargada de realizar aquellos proyectos de índole software necesarios para el desarrollo de las actividades que la Asociación requiera, así como para el trabajo interno de los miembros de esta, proveyendo de sistemas como: sistemas de comunicación y debate, sistemas web, sistemas de planificación de trabajo, aplicaciones informáticas en general, etc. Además de ser la encargada de todos aquellos proyectos o tareas que sean susceptibles de catalogarse dentro de las funciones de la Comisión.
- Comisión de Normativa

La Comisión de Normativa de una asociación se encarga de revisar y actualizar regularmente las normativas existentes, proponiendo modificaciones y creando nuevas reglas según sea necesario. Su función es garantizar que las normativas estén alineadas con los objetivos y valores de la asociación, cumpliendo con la legislación y los estatutos. La comisión consulta a los miembros, coordina con otros órganos y documenta claramente todas las normativas y cambios propuestos. Su labor contribuye a mantener la transparencia, eficacia y legalidad en el funcionamiento de la asociación.

Además de estas comisiones generalmente se crean nuevos grupos ad hoc para algún evento en particular (comité organizador de eventos, organización del XXV Aniversario, etc.) o grupos de trabajo con una finalidad que, en cuanto se consiga, se cerrará dicho grupo.

### Coordinación de zonas
Para poder organizar correctamente a las universidades que pertenecen a RITSI y facilitar la búsqueda de nuevos socios, la Asociación se divide en cinco Zonas con, aproximadamente, el mismo número de universidades donde se imparte ingeniería informática, en cada una de ellas. Cada Zona está coordinada por un Coordinador Zonal.
Las Zonas son las siguientes:

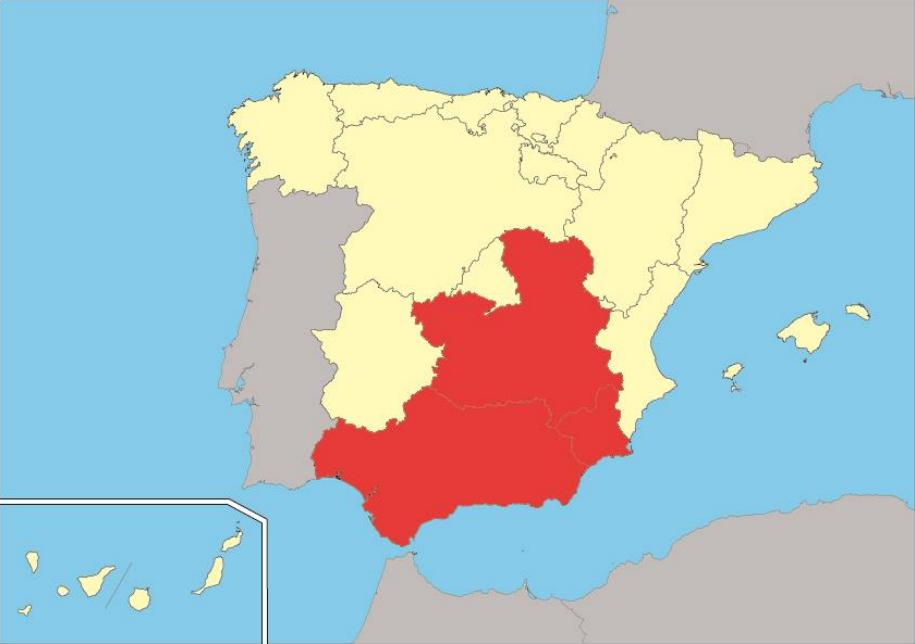
Zona 1: Andalucía, Castilla-La Mancha y Región de Murcia
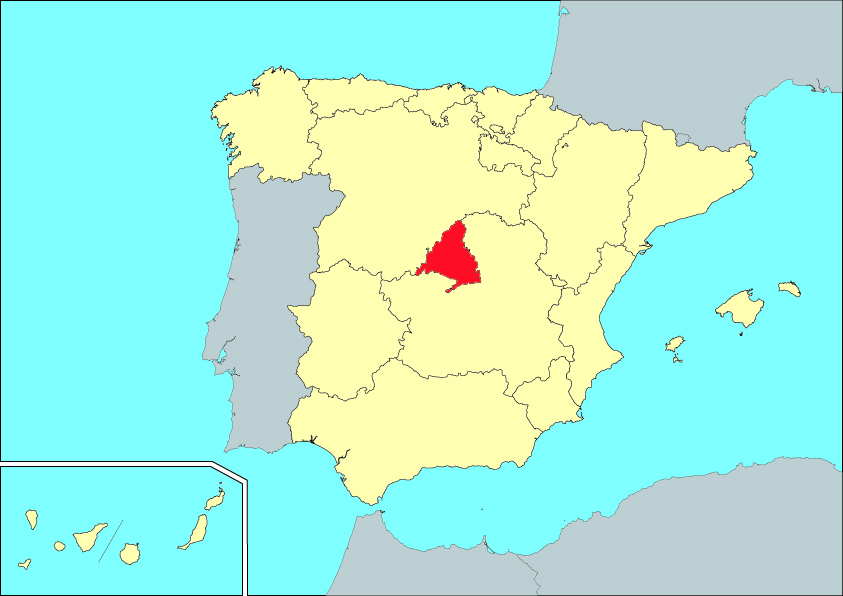
Zona 2: Comunidad de Madrid
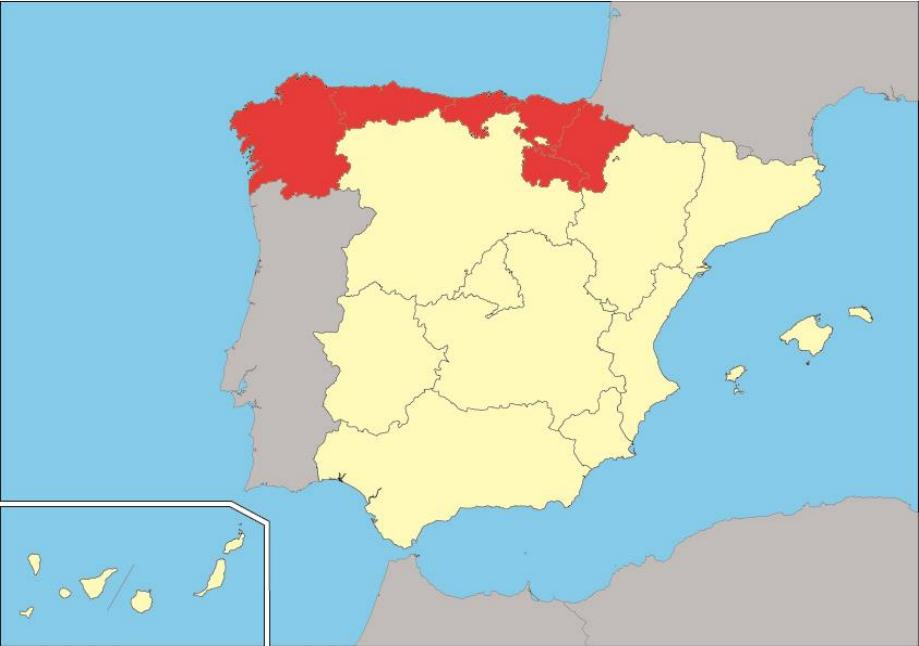
Zona 3: Galicia, Principado de Asturias, Cantabria, Euskadi, Comunidad Foral de Navarra y La Rioja
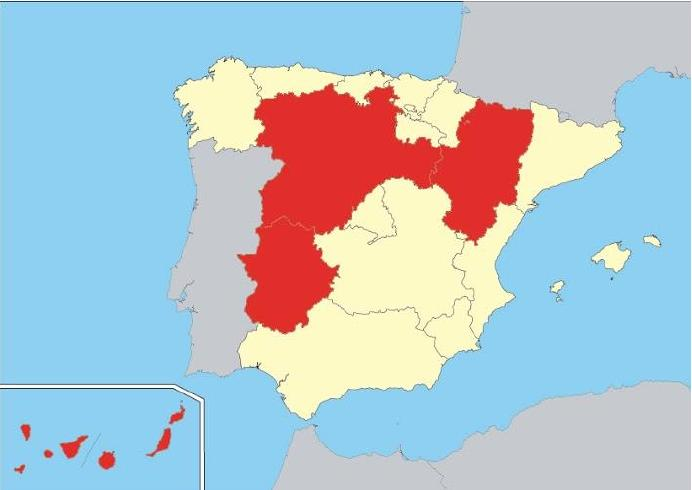
Zona 4: Aragón, Castilla y León, Extremadura e Islas Canarias
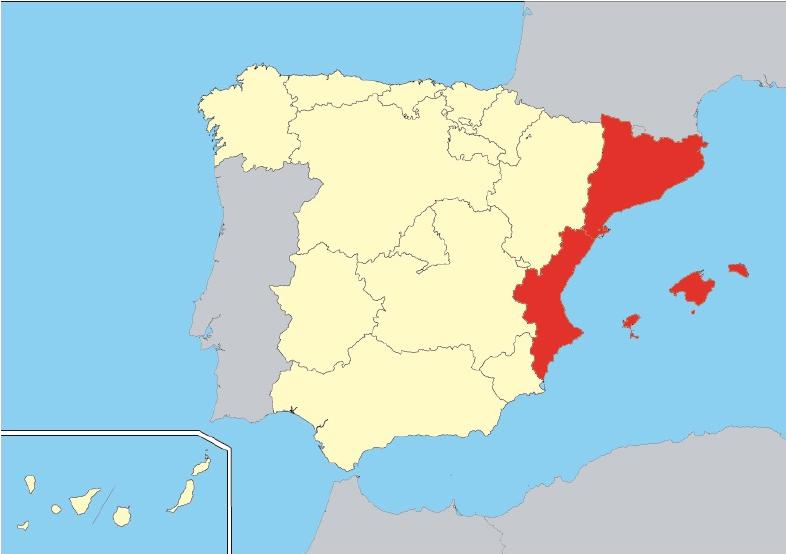
Zona 5: Cataluña, Comunidad Valenciana e Islas Baleares

## Eventos RITSI
Si bien la mayor parte de las acciones de RITSI tienen como objetivo la defensa de los derechos de estudiantes de informática, la Asociación también organiza eventos divulgativos, con objeto de dar a conocer novedades en el sector y presentar a los estudiantes el mercado profesional.

### Asamblea General Ordinaria
En las Asambleas, los socios (socio = Delegación o Consejo de Centro) tienen la oportunidad de valorar el trabajo realizado en el periodo entre Asambleas y de proponer, debatir y aprobar nuevas líneas de actuación. En dichas Asambleas pueden participar todos los y las representantes que sean acreditados por sus Consejos o Delegaciones de los centros en los que se impartan títulos oficiales en el ámbito de la Ingeniería Informática y que se inscriban en el tiempo y forma que se indica con antelación, siempre teniendo en cuenta las plazas ofertadas.
Se celebran dos Asambleas Ordinarias al año, con un periodo aproximado de 6 meses entre ambas.

### Asamblea General Extraordinaria
Si es necesario, se puede convocar una Asamblea General Extraordinaria para tratar temas de urgencia que afecten a todos los miembros de RITSI en el periodo entre dos Asambleas Ordinarias.

### Congreso RITSI
Anualmente, desde hace más de 10 años, RITSI organiza un Congreso a nivel estatal al que puede acudir todo aquel que esté interesado, de manera gratuita. Está enfocado a estudiantes de la rama de la Ingeniería Informática (incluyendo carreras más especializantes derivadas de esta tales como Ciberseguridad, IA, Software, Sistemas, Ciencia de Datos...), aunque también asisten, por ejemplo, estudiantes del ámbito de las telecomunicaciones o de Formación Profesional de la rama de la informática. En estos congresos se busca ofrecer una formación complementaria a la contemplada en los planes de estudio en un mundo tan cambiante como es el de la informática, conociendo las tecnologías más innovadoras del sector. El evento pretende romper la división existente entre la universidad, formadora de profesionales, y la empresa, donde los estudiantes desarrollarán su carrera profesional en el futuro. Todos estos eventos tienen una sede diferente que se elige en la Asamblea General Ordinaria a un año vista.
El congreso RITSI ha pasado a ser de referencia nacional y pretende cumplir el objetivo de "Promover y colaborar en las actividades de difusión, conocimiento y aplicación de las Nuevas Tecnologías". 
En concreto, hasta la fecha, se han organizado 13 ediciones:
- I edición: metodologías ágiles y cloud computing. Universidad de Alcalá, Madrid. (17 de noviembre de 2011).[1]
- II edición: informática en la sociedad y desarrollo de aplicaciones móviles. Universidad de Castilla La-Mancha, Albacete. (9 de noviembre de 2012)[2][3]
- III edición: casos de éxito de las grandes empresas basadas en el desarrollo y aprovechamiento del talento. Palacio de Congresos de Salamanca, Salamanca. (21 de marzo de 2013)[4][5]
- IV edición: seguridad en el ámbito de la informática. Palacio de Congresos Kursaal, San Sebastián (15 de noviembre de 2013).[6][7]
- V edición: inteligencia artificial, robótica y aplicaciones móviles. Universidad de Córdoba, Córdoba. (28 de marzo de 2014).[8][9]
- VI edición: temas de actualidad como la impresión 3D, robótica o tecnologías de streaming y su aplicación a apps móviles, videojuegos o sistemas de seguridad... Palacio de Congresos de Cádiz, Cádiz. (20 de marzo de 2015).[10][11]
- VII edición: Big Data como temática principal. Universidad Autónoma de Madrid, Cantoblanco (11 de marzo de 2016).[12]
- VIII edición: temas como el internet of things (iot), ciberseguridad, gaming, healthcare, smart cities y open source.  Universidad Autónoma de Barcelona (celebrado el 17 de marzo de 2017 en Sabadell)[13]
- IX edición: temáticas como las aplicaciones móviles, ciberseguridad, cloud computing y ciudades inteligentes. Celebrado en la Universidad Politécnica de Madrid (Campus Sur) el 13 de abril de 2018.[14]
- X edición: temáticas como la ciberseguridad, innovación e investigación, open source y data science. Celebrado en la Universidad de Castilla-La Mancha (Campus de Albacete) el 29 de marzo de 2019.[15]
- XI edición: realizada en formato telemático debido a las restricciones del Covid, se celebró en la Universidad Politécnica de Valencia (Campus de Vera) tras la renuncia de la Universidad Politécnica de Madrid (Campus Sur). Entre los temas se encuentran la informática en la crisis sanitaria, las tecnologías de vanguardia y la orientación laboral, así como la ciberseguridad.[16]
- XII edición: auditoría y ética, cloud, new technologies y data science. Se realizó en la Universidad de Sevilla el 1 de abril de 2022.[17]
- XIII edición: se celebró en la Universidad Complutense de Madrid el 31 de marzo de 2023.[18]
- XIV edición: se celebró en la Universidad Rey Juan Carlos el día 12 de abril de 2024.[19]

### Foro de Empleo RITSI
Anualmente, RITSI organiza un foro de empleo telemático a nivel estatal al que puede acudir todo aquel que esté interesado, de manera gratuita. Está enfocado a estudiantes de la rama de la Ingeniería Informática (incluyendo carreras más especializantes derivadas de esta tales como Ciberseguridad, IA, Software, Sistemas, Ciencia de Datos...), aunque también asisten, por ejemplo, estudiantes del ámbito de las telecomunicaciones o de Formación Profesional de la rama de la informática. En estos eventos se busca facilitar a los estudiantes el acceso al mundo laboral en el sector y la búsqueda de prácticas curriculares o extracurriculares. El evento pretende romper la división existente entre la universidad, formadora de profesionales, y la empresa, donde los estudiantes desarrollarán su carrera profesional en el futuro.
En concreto, hasta la fecha, se han organizado 4 ediciones:
- I edición (4 de diciembre de 2020).[20]
- II edición (26 de noviembre de 2021).[21]
- III edición (16 de febrero de 2023).[22]
- IV edición (22 de febrero de 2024)[23]

### OpenRITSI
Es una actividad que comienza a finales de 2012, consistente en la celebración de pequeños eventos locales en facultades que colaboran con la asociación, para garantizar el conocimiento de RITSI por parte de todos los estudiantes de Ingeniería Informática y sus derivados y se vean animados a empezar en el mundo de la representación estudiantil. 

### Jornadas de Formación
Con el objetivo de formar a futuras/os miembros de la asociación en el mundo de la representación estudiantil, RITSI celebra cada año unas jornadas de tres a cuatro días en las que las Delegaciones invitan a nuevos representantes en RITSI a asistir, con el objetivo de recibir información sobre diferentes aspectos del panorama estudiantil actual y el funcionamiento interno de la Asociación, al igual que formarse en la representación estudiantil.

## Hitos

### Espacio Europeo de Educación Superior (EEES)
Desde el inicio del proceso, RITSI ha intentado ser partícipe de la construcción del mismo, estudiando toda la documentación y expresando su opinión al respecto. RITSI, mediante las declaraciones asamblearias y notas de prensa, intenta acercar la postura de los estudiantes universitarios de informática a todos los foros e instituciones relacionados de alguna manera con esta trascendental reforma.

### Patentes
RITSI, que se ha posicionado en contra de las patentes de software, fue co-organizador de las movilizaciones universitarias contra las patentes de software, que tuvieron lugar en 33 centros universitarios españoles el 27 de abril de 2005. La Comisión de Patentes de Software continúa en contacto con varios colectivos implicados.

### Eventos y agentes con los que participa
RITSI mantiene una participación activa con diversos agentes, como el Ministerio de Educación y Ciencia, el Ministerio de Industria, Comercio y Turismo y la Conferencia de Decanos y Directores de Informática, así como colegios y asociaciones profesionales y otras sectoriales de alumnos universitarios. A su vez, también ha intervenido en congresos y eventos a nivel nacional como: INITE, DINTEL, JENUI, CEDI, codemotion, etc.